# La Pintada (Coclé)
La Pintada es un corregimiento y ciudad cabecera del distrito de La Pintada en la provincia de Coclé, República de PanamáLa localidad tiene 3.882 habitantes (2010). La ciudad está situada en unas colinas a unos 13 km al noroeste de Penonomé.
Clasificación de las festividades:
1. El popular topón: según cuentan las personas más mayores ya lleva 250 años de trayectoria, esta festividad consiste en el peregrinaje de dos imágenes religiosas como lo son: La Virgen María llamada la Pascualita y el Niño Dios, que después de recorrer las calles por dos vías diferentes, se encuentran o se topan en un solo lugar que es la Plaza del topón la noche del  25 de diciembre, en donde cientos de peregrinos acuden a este tradicional evento, se realiza una misa y al ser culminada caminan en procesión con las dos imágenes hacia la iglesia, en donde reposan las imágenes.
2.  El sombrero Pinta’o: según detalles de las personas La Ley Nº41 del 19 de abril de 2011 declara el 19 de octubre de cada año como día cívico y de conmemoración del sombrero pinta’o y al distrito de La Pintada como Cuna del Sombrero Pinta’o. El sombrero pinta’o es un accesorio típico y tradicional, el cual se confecciona principalmente con bellota y chonta negra(chisná). En esta festividad se realizan desfiles de carretas y exposición y ventas de sombreros de diferente calidad y precios al alcance de cada visitante. Los lugares donde más se confecciona el sombrero pinta’o es en: Membrillal, Los Reyes, Las Minas y Pedregoso.
3.  Patronales de la Candelaria: es una festividad religiosa en donde todos los 2 de febrero se realiza una solemne eucaristía, participando todos los devotos.
4. Semana Santa: durante este día se realiza una demostración en vivo del viacrucis, con la participación de jóvenes y niños, por todas las calles principales de la Pintada, culminado en el Parque de la Pintada, ubicado al frente de la Iglesia Nuestra Señora de Candelaria.
5.  Carnavalitos: festividad que comienza con la coronación de la reina, participando diversas comparsas las cuales son: Los rumberos, el elenco, rit pana y los salseros, posteriormente los días siguiente se realiza los carnavalitos asistiendo miles de personas al evento, demostrando alegría con diferentes artistas invitados. 
Sitios turísticos
- El Cerro Orarí: está ubicado en la comunidad de Orarí a unos aproximadamente 200 metros de altura, pero aun no se le da el reconocimiento como lugar turístico. Según cuentan los antepasados existía un cacique llamado Guararí y los primeros pobladores querían modificar el nombre por el cual le pusieron Orarí, también había una señora que era apodada ‘’mamala’o’’ y esta residía cerca del cerro Orarí. Para llegar a este sitio primero hay que pasar por la comunidad de Orarí para luego hacer un recorrido de aproximadamente 1 hora de camino para su llegada. 
- Río la Represa: este atractivo turístico se encuentra ubicado en La Pintada, entrada lateral a la mano derecha de la fonda Don Tino, frente al cuadro de futbol, a unos aproximadamente 2 minutos para llegar, durante el verano asisten cientos de visitantes en familia para recrearse y divertirse sanamente.
-Balneario los algarrobos: es otro atractivo turístico ubicado en la Pintada, para llegar se realiza por la calle hacia los bomberos de la Pintada a 1 minuto del Parque de la Iglesia, también acuden muchos turistas a visitarlo durante el verano, cuenta con un ambiente fresco y acogedor. 

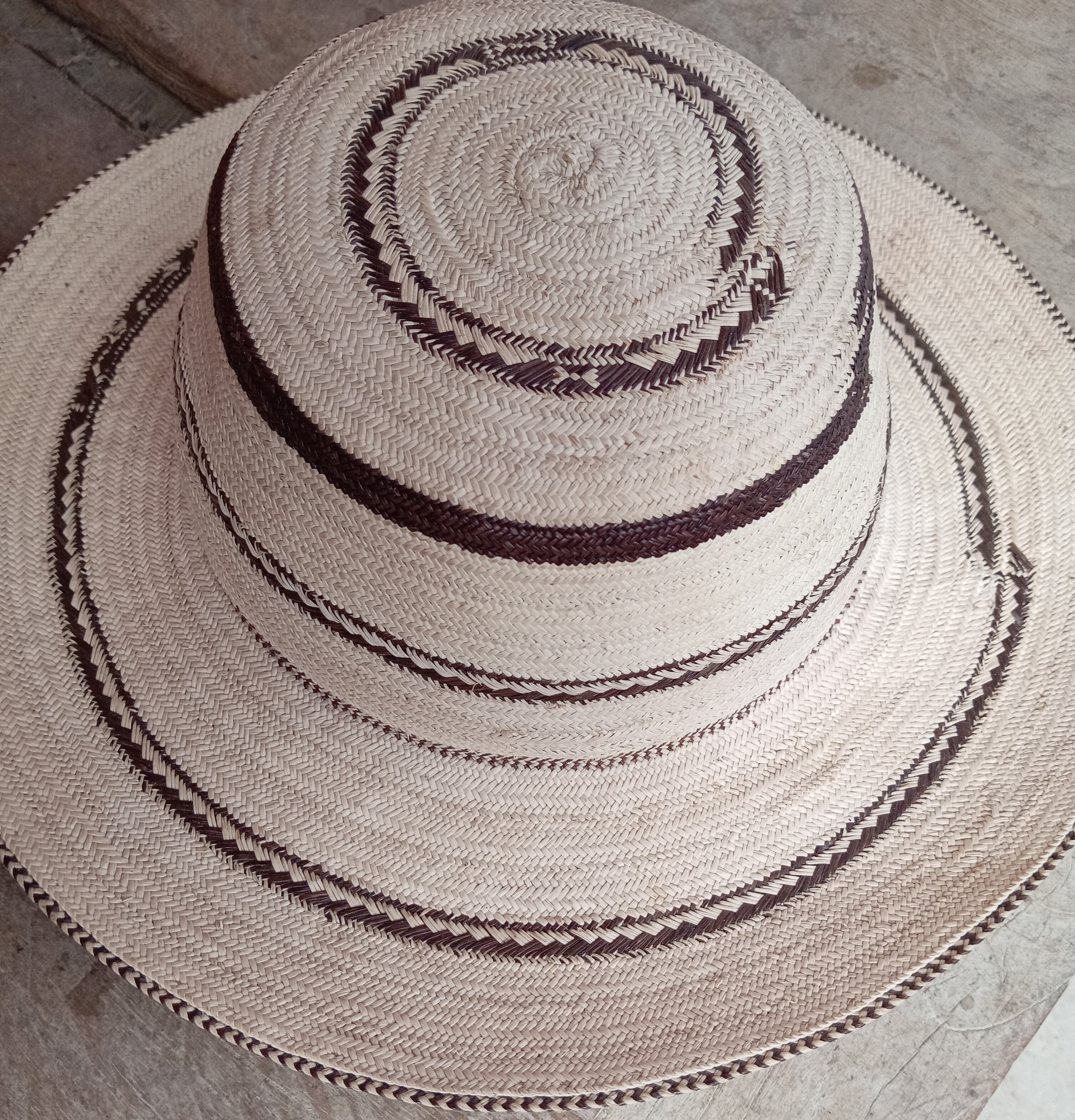
Distintivo de la Pintada el Sombrero Pinta'o

Cuenta con corregimientos como:
-La Pintada
-El Harino 
-El Potrero
-Piedras Gordas
-Llano Grande 
-Llano Norte
-las Lomas
1. ↑  «La Pintada, Panamá». Consultado el 7 de enero de 2014.

- Datos: Q4845032